# Витепски рејон
Витепски рејон (блр. Віцебскі раён; рус. Витебский район) административна је јединица другог нивоа у североисточном делу Витепске области у Републици Белорусији.
Административни центар рејона је град Витепск који као град обласне субординације не улази у његов састав.

## Географија
Витепски рејон обухвата територију површине 2.737,85 км² и на 3. је месту је по површини међу рејонима Витепске области. Граничи се са гарадочким рејоном на северу, Горњодвинским и Сјанонским рејонима на југу, док су на западу Бешанковички и Шумилински рејон. На истоку се граничи са Псковском и Смоленском облашћу Руске Федерације.
Највећи део територије рејона налази се на подручју благо заталасаног моренског Витепског побрђа просечних надморских висина између 180 и 200 метара. Побрђе се на западу рејона наставља на Полацку низију, односно на североистоку на Сурашку низију. Највиша тачка лежи на надморској висини од 266 метара, док је најнижа тачка на 120 метара.
Најважније реке рејона су Западна Двина (део басена Балтичког мора) и њене притоке Каспља и Лучоса. На територији рејона налазе се бројна мања језера, док је под мочварама око 5% повришна. Нешто мање од половине територије је под шумама.

## Историја
Витепски рејон је успостављен 17. јула 1924. као један од рејона Витепског округа тадашње Белоруске ССР. Рејон је привремено распуштен током 1933, а његова територија делимично је додељена градској управи Витепска, а делимично суседним рејонима. Поново је успостављен 1938, а у садашњим границама налази се од 1966. године.

## Демографија
Према резултатима пописа из 2009. на том подручју стално је било насељено 40.552 становника или у просеку 14,84 ст/км². Изван територије рејона налази се око 100 км² територије која је под директном управом града Витепска, а на којој живи око 360.000 становника.
| 1959.  | 1970.  | 1979.  | 1989.  | 1999.  | 2009.  |
| ------ | ------ | ------ | ------ | ------ | ------ |
| 62.664 | 59.939 | 53.853 | 50.390 | 45.862 | 40.552 |

Основу популације чине Белоруси са 87,56% и Руси са 10,08% и Украјинци са 1,09%. Сви остали чине 1,27% популације.
Административно, рејон је подељен на подручје варошица Руба, Сураж и Јанавиче и на 13 сеоских општина. На територији рејона постоје укупно 367 насељених места.

## Саобраћај
Преко територије овог рејона пролазе неке од најважнијих саобраћајница у том делу Европе, а најважнији је паневропски друмски коридор М9 на линији Хелсинки—Санкт Петербург—Витепск—Гомељ—Кијев—Букурешт—Александрополис. Од велике важности је и железнички правац Витепск—Полацк—Даугавпилс.